# School in the Mailbox
School in the Mailbox (Schreibweise auch School in the Mail-Box) ist ein australischer dokumentarischer Kurzfilm, den Stanley Hawes im Jahr 1946 drehte. Gezeigt wurde er erstmals 1947. Der Film erhielt eine Nominierung für den Oscar.

## Inhalt
Der Film aus der Film-Australia-Sammlung, dem eine Anfrage der UNESCO zugrunde liegt, zeigt, wie Kinder, die im australischen Outback leben, mittels Korrespondenzkursen und übers Radio durch staatlich gesteuerte Schulen unterrichtet und weitergebildet werden. Da die Kinder einfach zu weit entfernt wohnen, um Schulen besuchen zu können, sorgt die australische Regierung dafür, dass auch ihnen Lehrer zur Verfügung stehen, die die Kinder möglichst individuell betreuen und sich deren Lernrhythmus anpassen. So kommt es dazu, dass es in diesen „Klassenzimmern“ zwar Lehrer gibt, aber keine Schüler. Gezeigt wird, wie einfallsreich man sein musste in der Zeit, als es noch nicht möglich war über Satelliten oder Internet oder auch nur Fotokopiergeräte miteinander zu korrespondieren. Um Unterricht zu gewährleisten, waren Züge, Autos, Buggys, Fahrräder, Flugzeuge und sogar Kamele nötig, um Unterlagen von einem Ort zum anderen zu transportieren und damit auch den Kindern des Outbacks die Möglichkeit zu geben, ein Studium aufnehmen zu können. Eine Schlüsselrolle in diesem Prozess spielte jedoch das Radio.

## Produktionsnotizen
Produziert wurde der Film von der Australian National Film Board Production und vom Australian News & Information Bureau.
Der Film wurde auch gedreht, um ihn auf einer UNESCO-Konferenz vorzuführen. Seine Drehzeit nahm drei Wochen in Anspruch. Regisseur Stanley Hawes drehte School in the Mailbox kurze Zeit nachdem er zum Producer-in-Chief der Australian National Film Boards ernannt worden war.

## Auszeichnung
Das Australian News and Information Bureau war mit dem Film auf der Oscarverleihung 1948 für einen Oscar in der Kategorie „Bester Dokumentar-Kurzfilm“ nominiert, musste sich jedoch der United Nations Division of Films and Visual Education und dem Film First Steps geschlagen geben, der sich mit der Entwicklung eines Kindes, angefangen bei seinen ersten Schritten, beschäftigt.